# Újezdeček
Újezdeček település Csehországban, Teplicei járásban. Újezdeček Dubí, Teplice és Košťany településekkel határos. Lakosainak száma 874 fő (2024. január 1.).

## Népesség
A település lakosságának változását az alábbi diagram mutatja:
| Lakosok száma | 450  | 1578 | 2065 | 1053 | 984  | 885  | 899  | 887  | 831  | 874  |
|               | 1869 | 1900 | 1921 | 1961 | 1980 | 2011 | 2016 | 2019 | 2021 | 2024 |